# Retorno sobre o patrimônio

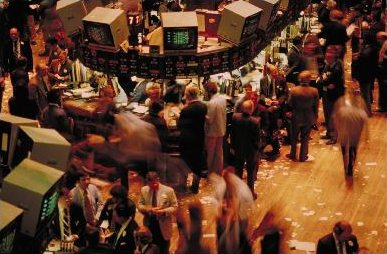
Bolsa de Valores

Retorno sobre o patrimônio, retorno sobre patrimônio líquido, rentabilidade, rentabilidade líquida ou retorno sobre o capital (em inglês: return on equity, ROE) é um indicador financeiro percentual que se refere à capacidade de uma empresa em agregar valor a ela mesma utilizando os seus próprios recursos. Isto é, o quanto ela consegue crescer usando nada além daquilo que ela já tem.
O ROE é frequentemente utilizado por investidores, acionistas, financeiras, e outras entidades para acompanhar o potencial e estabilidade de uma empresa.
Para se calcular o ROE, multiplica-se a margem líquida de uma empresa por seu giro de ativos e pela sua alavancagem financeira:
{\displaystyle ROE={\dfrac {LucroLiquido}{Vendas}}*{\dfrac {Vendas}{TotaldeAtivos}}*{\dfrac {TotaldeAtivos}{PatrimonioLiquido}}={\dfrac {LucroLiquido}{PatrimonioLiquido}}}
É possível calcular também a rentabilidade do capital próprio inicial e médio, bastando colocar no denominador o patrimônio líquido (PL) inicial ou a média entre os PL inicial e final.